# Hemicyclops aberdonensis
Hemicyclops aberdonensis is een eenoogkreeftjessoort uit de familie van de Clausidiidae. De wetenschappelijke naam van de soort is voor het eerst geldig gepubliceerd in 1892 door T. & A. Scott.